# جون ماليا
جون ماليا هي ممثلة هندية، ولدت في 24 يونيو 1970 في الهند.

## وصلات خارجية
- جون ماليا على موقع IMDb (الإنجليزية)
- جون ماليا على موقع قاعدة بيانات الفيلم (الإنجليزية)